# Túnel de la Atlántida
Túnel de la Atlántida (česky: Tunel Atlantidy) je světově nejdelší známý sopečný podmořský lávový tunel. Nachází se na Kanárských ostrovech u pobřeží severní Afriky. Je to podvodní část lávového tunelu Cueva de los Verdes v Haría v Las Palmas. Tunel dlouhý 1,5 kilometru vznikl asi před 20 000 lety, když na ostrově Lanzarote vybuchla sopka Monte Corona. Roztavená hornina vytekla přes pevninu do oceánu.